# Бора Станковић (лекар)
Др Бора Станковић био је признати лекар Лесковачког Здравственог центра. 
 

## Биографија
Доктор Бора Станковић рођен је у Лесковцу, где је завршио основну школу и гимназију. Медицински факултет завршио је 1963. године у Скопљу. По завршеном факултету радио је у Хигијенском заводу, односно предузетној амбуланти „Пролетер”. Специјалистички испит из ортопедије положио је 1972. године, од када ради у Служби за ортопедску хирургију и трауматологију. Био је шеф одсека за ортопедију, а касније саветник ОЈ болница Здравственог центра у Лесковцу. Био је секретар подружнице СЛД у Лесковцу од 1966. до 1968. године. Звање примаријуса стекао је 1986. године. Добитник је захвалнице СЛД и дипломе удружења ортопеда и трауматолога Југославије.